# Пригородный сельсовет (Минская область)
Пригородный сельсовет — административная единица на территории Борисовского района Минской области Беларуси. Административный центр — агрогородок Старо-Борисов.

## История
18 декабря 2009 года населённые пункты Вильяново, Кищина Слобода, Пасека, Подберезье, Садовщина, Селище, Стрелковцы, Тимки, входившие в состав упразднённого Кищинослободского сельсовета, и населённые пункты Бродовка, Дразы, Медведевка, Плитченка, Повприщи, Раковцы, Старинки, Судоль, Юзефово, входившие в состав упразднённого Бродовского сельсовета, включены в состав Пригородного сельсовета.
8 июня 2016 года Пригородный сельсовет был объединён с Зачистским сельсоветом в одну административно-территориальную единицу — Пригородный сельсовет Борисовского района Минской области.
30 июня 2022 года деревня Пасека упразднена.

## Состав
Пригородный сельсовет включает 46 населённых пунктов:
- Белое — деревня
- Большое Стахово — деревня
- Борки — деревня
- Бродовка — деревня
- Брусы — деревня
- Бутелевщина — деревня
- Бытча — деревня
- Вильяново — деревня
- Демидовка — деревня
- Дразы — деревня
- Дубени — деревня
- Дудинка — деревня
- Житьково — деревня
- Зачистье — агрогородок
- Кищина Слобода — агрогородок
- Козлы 2 — деревня
- Корнюшкин Застенок — деревня
- Кострица — деревня
- Красный Октябрь — деревня
- Кринички — деревня
- Лещины — деревня
- Любатовщина — деревня
- Малое Стахово — деревня
- Медведевка — деревня
- Михайлово — деревня
- Новое Село — деревня
- Новое Янчино — деревня
- Плитченка — деревня
- Повприщи — деревня
- Прудище — деревня
- Подберезье — деревня
- Прудок — деревня
- Пчельник — деревня
- Раковцы — деревня
- Садовщина — деревня
- Светлая Роща — деревня
- Селище — деревня
- Старинки — деревня
- Старо-Борисов — агрогородок, центр сельсовета
- Стрелковцы — деревня
- Студёнка — деревня
- Судоль — деревня
- Тимки — деревня
- Углы — деревня
- Узнацкий Угол — деревня
- Юзефово — деревня